# Печалин-Перес, Григорий Аркадьевич
Григо́рий Арка́дьевич Печа́лин-Пе́рес (14 сентября 1899, Вильна — 10 апреля 1966, Москва) — участник Гражданской войны в России, сотрудник ВЧК, организатор кинопроизводства, ответственный редактор журнала «Учебное кино», главный редактор журнала «Советский фильм».

## Биография
Родился 14 сентября 1899 года (по старому стилю) в Вильне в семье служащего. В марте 1918 года вступил в ряды РКП(б). Участвовал в боевых действиях против казачьих войск атамана Каледина. В 1918—1919 годах работал в Ростовском горкоме РКП(б), сотрудничал с ростовской газетой «Коммунист». В 1920 году был направлен на работу в органы ВЧК, служил в Кубано-Черноморской чрезвычайной комиссии (КубЧК) и Крымском областном ЧК (КрымЧК) (с 1922 года — ГПУ Крымской АССР). В 1923 году демобилизовался.
В 1923—1928 годах учился на международном факультете Московского университета. Одновременно с учёбой занимался редакционно-издательской деятельностью в Центральном управлении промышленной пропаганды при Президиуме ВСНХ СССР.
После окончания университета с 1928 по 1935 год находился на работе за границей по линии Наркомвнешторга СССР.
В 1936—1938 годах — начальник управления по производству учебно-технических фильмов Главного управления кинематографии (ГУК) Всесоюзного комитета по делам искусств при СНК СССР. Ответственный редактор журнала «Учебное кино». В педагогической дискуссии о роли учебного фильма в учебном процессе выступил за использование звукового учебного кино для повышения эффективности преподавания, назвал ошибочным представление о том, что «учебный фильм способен привести к отмиранию педагога» или «умалению его роли».
В марте 1937 года на собрании актива ГУК при обсуждении критики в адрес начальника ГУК Б. З. Шумяцкого выступил в его поддержку. В июне 1937 года сам был подвергнут резкой критике в печати. В январе 1938 года в Докладной записке о состоянии кадров Главного управления кинематографии в числе других сотрудников ГУК был рекомендован к увольнению. В 1938 году был арестован и осуждён к тюремному заключению по политическим мотивам в ходе кампании Большого террора в СССР. В декабре 1954 года был реабилитирован. После освобождения проживал в Москве, в 1956 году обращался с письмом в ЦК КПСС в связи с получением отказов при устройстве на работу.
В последние годы работал главным редактором журнала «Советский фильм».
Умер 10 апреля 1966 года. Похоронен на Новодевичьем кладбище. 

### Семья
- отец — Арон-Ицик Израилевич-Эльяшевич Перес, ковенский (Вилиамполе) мещанин[19];
- мать — Двейра Юделевна Перес (в девичестве Прейс), родом из Вильны[19];
- жена — Полина Германовна Печалина-Перес (1904—1999)[3].